# Kirche Schleifreisen

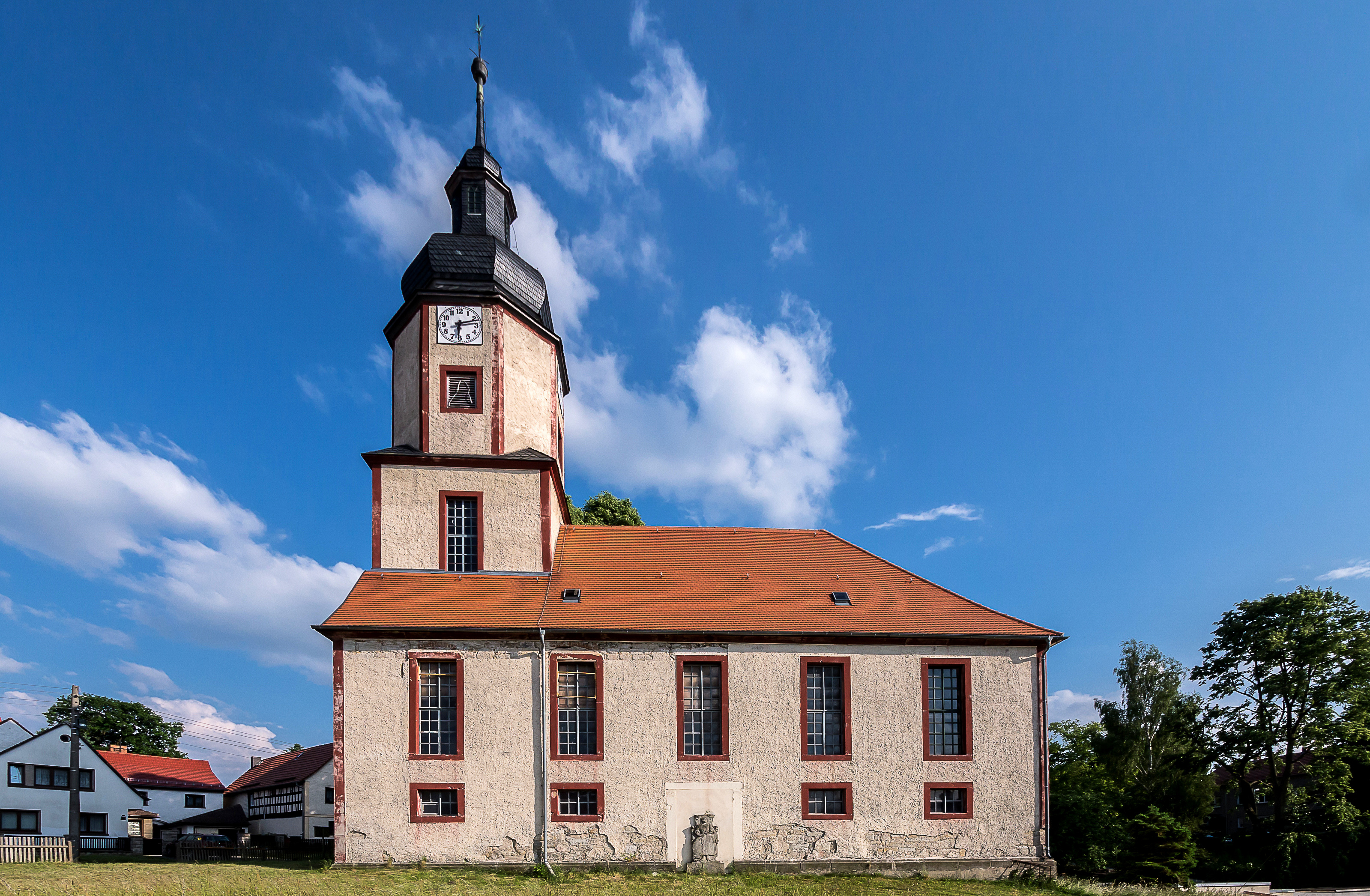
Kirche Schleifreisen (2015)

Die evangelisch-lutherische denkmalgeschützte Kirche Schleifreisen steht in Schleifreisen, einer Gemeinde im thüringischen Saale-Holzland-Kreis. Die Kirchengemeinde Schleifreisen gehört zum Pfarrbereich Hermsdorf im Kirchenkreis Eisenberg der Evangelischen Kirche in Mitteldeutschland.

## Geschichte
Erstes urkundliches Zeugnis von einem Dorf „Slifestein“ betrifft dessen Übereignung an das Kloster zu Lausnitz im Jahre 1255. Anfang des 15. Jahrhunderts galt „Sloffriesen“ mit 50 Einwohnern als großes Dorf, offenbar bereits mit Kirche und eigener Pfarrei, mit Pfarrhaus und Pfarrgarten, denn 1414 wird erstmals ein Pfarrer erwähnt. Dreißig Jahre später kam „Sleiffriesen“ als Lehen an die Herren von Lichtenhain.
Die Kirchgemeinde Schleifreisen steht jetzt als Filial unter der Obhut des Hermsdorfer Pfarrers.

## Entwicklung
Nickel von Lichtenhain machte 1551 die Pfarrei zu einem Filial von Bobeck, vermietete das Pfarrhaus und ließ auf dem Terrain des zugehörigen Baumgartens eine Schänke bauen, vermutlich dort, wo später der Gasthof „Zum Hirsch“ seine Gäste bewirtete, bis er 2000 schloss. Unterricht in Religion und Kirchengesang gab es seit 1610. Eine kleine Schule bauten die Schleifreisener 1660 neben der Kirche.
An ihrer dem Heiligen Jacobus geweihten Kirche hielten die Schleifreisener allzeit fest. Sie weigerten sich, jeden zweiten Sonntag zur Predigt ihres Pfarrers nach Bobeck zu pilgern. Doch trotz mehrfacher Ausbesserungen verfiel die Kirche mehr und mehr. Außerdem fasste sie kaum noch die gewachsene Zahl der Gemeindemitglieder.
Als akute Einsturzgefahr drohte, beschloss man 1768, an Stelle des baufälligen, zu eng gewordenen Kirchleins ein stattliches neues Gotteshaus zu errichten. Der im darauf folgenden Jahr begonnene Bau verzögerte sich indessen, weil sich die Schleifreisener weigerten, dafür zusätzliche Frondienste zu leisten. Als „Aufwiegler und Unruhestifter“ weigerten sie sich ebenso, den in den folgenden Jahren für den Neubau geforderten Kirchzins zu zahlen, wie auch weiterhin, nach Bobeck in die Kirche zu gehen oder ihre großen Bauernstuben unentgeltlich für die öffentliche Andacht zur Verfügung zu stellen. So musste der Pfarrer vorübergehend in der halb abgerissenen Kirche, auch bei ungemütlicher  Witterung, unter freiem Himmel predigen. Die Gemeinde betete unter dem morschen Dach des Kirchenschiffes in Lebensgefahr, aber offenbar voller Gottvertrauen.
1771 wurde der Kirchen-Neubau fertiggestellt. Der an der Ostseite des Langhauses hoch aufragende Kirchturm mit seiner Schweifkuppel entstand Anfang der 1780er-Jahre.

## Erscheinung

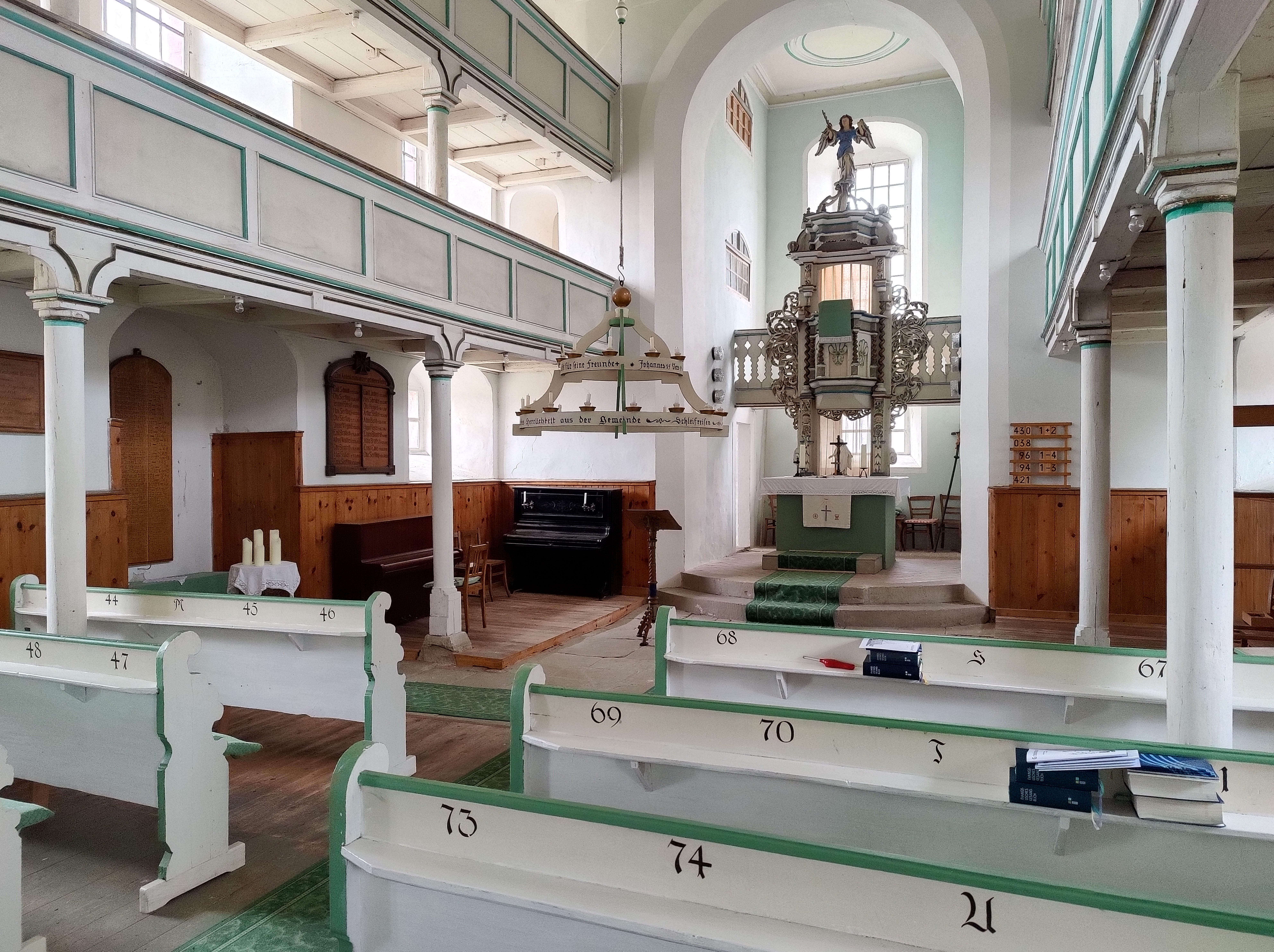
Innenraum (2022)

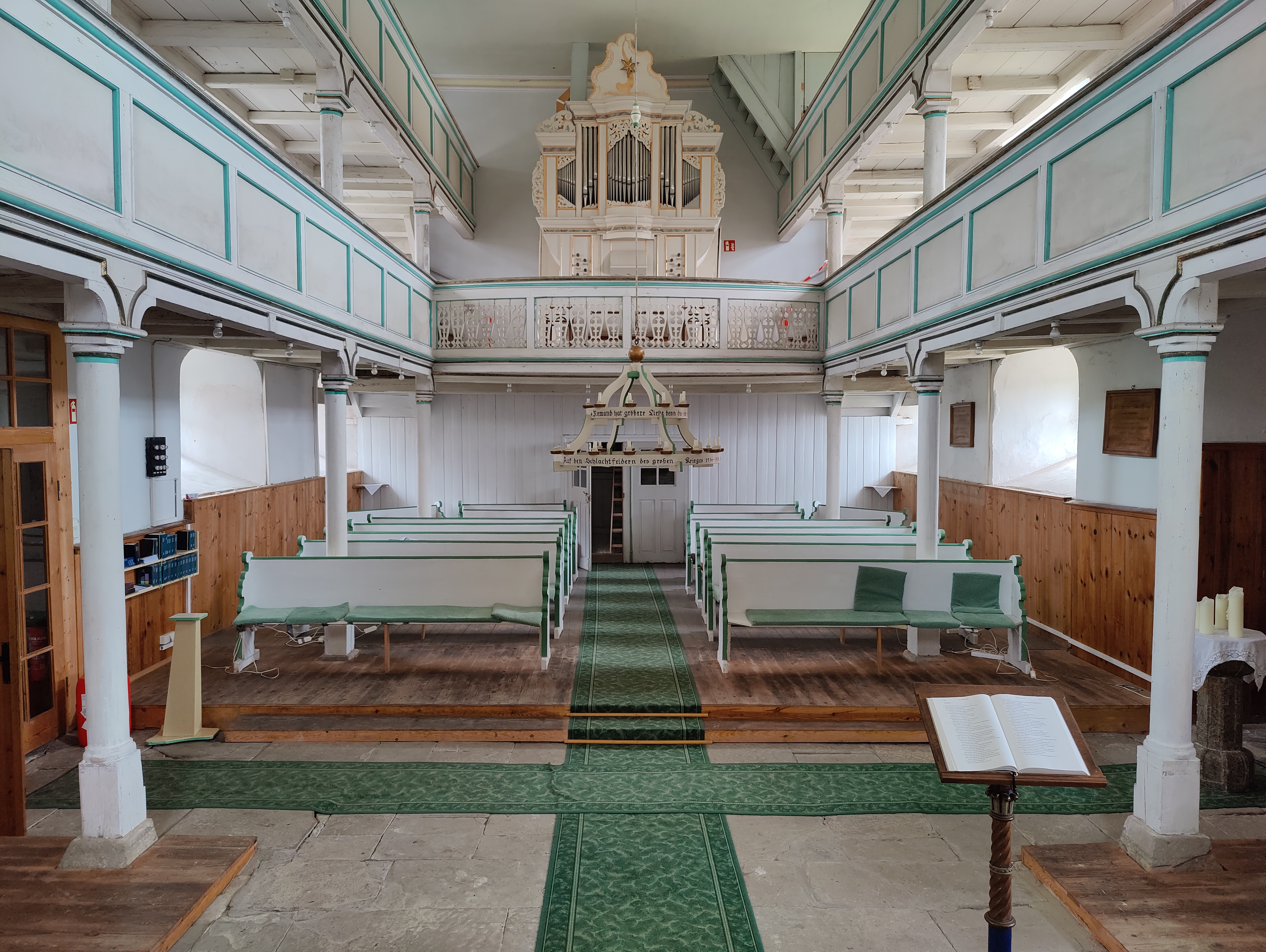
Blick zur Orgel

Die rechteckige Saalkirche wurde 1769/70 gebaut. Der Dachturm im Osten wurde etwas später errichtet. Er ragt aus dem abgewalmten Satteldach des Kirchenschiffs zunächst quadratisch heraus. Das oberste Geschoss ist achtseitig, es beherbergt den Glockenstuhl und die Turmuhr. Darauf sitzt eine schiefergedeckte Haube, die sich in einer Laterne fortsetzt.
Der Chor ist in das Kirchenschiff eingezogen. In den Seiten des Chores befinden sich auf jedem Geschoss Nebenräume.
Die Kirchenausstattung stammt aus der Erbauungszeit der Kirche. Dazu gehören die dreiseitigen und an den Längsseiten zweistöckigen Emporen sowie der Kanzelaltar mit seitlichen geschnitzten Ranken und geschnitzten Engeln auf dem Schalldeckel.
Den Chorraum im Osten des hohen, hellen Kirchenschiffes schmückt die 1711 vom Lausnitzer Tischler Christoph Drothe kunstvoll im Stile des Rokoko gestaltete Kanzel aus der Vorgängerkirche. Ein Friedensengel auf dem Baldachin reckt seinen Palmwedel hoch in das Deckengewölbe. Der Deckel des Taufsteins lässt schemenhaft das Wappen derer von Brand erkennen.
In den 1950er-Jahren wurde das Kirchenschiff mit einem Glaskasten abgeteilt und dieser Raum mit Nachtspeicheröfen geheizt. Der Kirchturm wurde neu beschiefert und das Langhaus neu eingedeckt.
In den 1980er-Jahren kam frischer Putz an die Wände. Die Renovierung des Innenraums wurde 1992 abgeschlossen. Zuletzt wurde der Dachstuhl wieder instand gesetzt.

## Orgel
Die Orgel mit 9 Registern, verteilt auf ein Manual und Pedal, wurde um 1770 von einem unbekannten Orgelbauer geschaffen. Sie wurde 1834 von Stadtrodas Orgelbauer Poppe instand gesetzt, nochmals 1980.
| Manual Gedackt 8' Quintadena 8' Prinzipal 4' Spillflöte 4' Quinta 3' Oktave 2' Mixtur 3fach | Pedal Subbaß 16' Octavbaß 8' |

## Geläut
Die 1764 in Apolda unter Verwendung der Vorgängerin gegossenen Glocken hingen 1782 „immer noch vor der Kirchenthür“, da der Kirchturm samt Glockenstuhl noch nicht vollendet waren. Die Glocken wurden im Ersten Weltkrieg der Rüstungsindustrie als Metallspende des deutschen Volkes zwangsenteignet – ebenso die Nachfolgerinnen, 1927 von der Apoldaer Glockengießerei Schilling gegossen. Die Firma Schilling goss 1962 zwei neue, die Thüringens Landesbischof Moritz Mitzenheim im Oktober 1962 weihte. Aktuell (2021) hat die Kirche drei Glocken: eine aus dem Jahr 1927 und die zwei von 1962.